# Kurtziella antipyrgus
Kurtziella antipyrgus é uma espécie de gastrópode do gênero Kurtziella, pertencente a família Mangeliidae.